# Vena hemiazygos
Vena hemiazygos er en vene der udgør den ene halvdel af azygossystemets venstre side, sammen med vena hemiazygos accesoria. 

## Struktur
Ligesom vena azygos dannes den som forlængelse af vena lumbalis ascendens omkring den nederste brysthvirvel. Den har et lignende forløb langs med rygsøjlen, men buer tidligt indad mod rygsøjlen for at dræne ind i vena azygos omkring den 8. brysthvirvel.
Den modtager samme vener som den nedre halvdel af vena azygos, altså vena subcostalis og de nedre venstre venae intercostales. 
Vena hemiazygos opbygning varierer ekstremt, og venen kan endda i nogle tilfælde være sammenløbende med vena hemiazygos accesoria.